# 글라우룽 (생물)
글라우룽(학명:Glaurung schneideri)은 도마뱀목 베이글티사우루스과에 속하는 도마뱀이다. 지금은 멸종된 종으로서 전체적인 몸길이가 4~6m인 거대한 도마뱀에 속한다.

## 특징
글라우룽은 독일 어퍼페미언에서 멸종된 바일티사우루스 파충류 속이다. 유일하게 알려진 종은 글라우룽 슈나이더리다. 원래 코엘루로사우라부스의 표본으로 여겨졌던 후기 연구에서는 다른 위글티사우루스(Weigeltisaurids)에 비해 몇 가지 독특한 특성을 가지고 있다는 점에 주목해 새로운 속성으로 명명하였다. 이러한 특징들은 낮은 두개골, 작은 눈, 매끄러운 두정골과 편평골, 가시가 있는 주갈골을 포함한다. 다른 위글티사우루스처럼 글라우룽은 몸의 측면에 뼈의 돌출부를 가지고 있었는데 이것은 아마도 패타지랄 막을 받쳐주었을 것이고 그것이 미끄러질 수 있었다. 게다가 두개골 뒤쪽에 있는 뼈들은 다른 가족의 그것과 비슷한 독특한 볏을 형성했다. (가족의 다른 구성원에 비해서 말이다.) 그것의 두드러진 특성의 대부분은 이 볏의 구조와 관련이 있다. 그 볏은 직사각형 모양의 두 개의 커다란 뿔로 표현되었고 그 뿔은 뒤로 곧장 뒤로 투영되었다. 이 뿔들은 두정골의 연장된 것으로 카우달 과정으로 알려져 있다. 두정골은 또한 뿔의 밑부분과 뇌케이스 위 사이에 두개골의 일부를 형성했다. 카우달 과정은 길고 꽤 넓었으며 각각의 뿔은 그들 사이의 거리만큼 넓었다. 앞과 바깥의 가장자리를 따라 있는 작은 능선과 돌기들을 제외하고 뿔들은 다른 위글티사우루스류의 양자리에는 큰 가시들이 존재하지 않으면서 다소 이름이 불분명했다. 각 두정골의 카우달 과정은 시간적 페네스트라라고 알려진 두개골의 큰 구멍의 위쪽 가장자리를 정의했고 이 구멍의 뒤쪽 가장자리는 편평골에 의해 형성되었다. 두정맥류의 미적 과정처럼, 스쿼모살은 비슷하게 넓어지고 상대적으로 이름이 불분명했다. 반면에, 이 조갈(치크 뼈)은 끝이 둥근 크고 원뿔 모양의 가시들을 가지고 있었다.두정강과 스쿼모살에는 가시가 부족하여 글라우룽 표본이 청소년이었음을 나타낼 수 있지만 잘 발달된 조갈성 가시는 보다 가능성이 높은 것으로 보아 속성의 성인 구성원의 정당한 구별 특징이었다는 것을 알 수 있다. 궤도(눈구멍을 가르킨다.)는 비교적 작았다. 각 궤도의 위쪽 후방 가장자리를 형성한 후두골에도 두정 뿔의 일부를 강조하여 측두정맥의 위쪽 가장자리의 일부를 형성한 후두골이 있었다. 치아는 다른 위글티사우루스류에 비해 수가 적었고 입 뒷부분을 향한 치아는 끝부분 가까이에 납작하게 펴져 있었다. 궤도의 작은 크기, 두개골의 나머지 부분에 비해 높은 위치, 그리고 스쿼모살들의 넓이로 미루어 보아 글라우룽은 다른 알려진 위글티사우루스보다 낮고 넓은 두개골을 가지고 있었을 가능성이 있다. 불라노프앤세니코프(2015년)는 글라우룽을 (다른 위글티사우루스류와 비교했을 때 말이다.) 매우 독특하다고 간주해 자신의 하위 가문인 글라우룽게에 두었다. 이빨의 경우는 양턱에 총 15~25개의 작은 톱니 모양으로 나 있다. 쿠퍼슈퍼슈퍼는 후기 페름기 북유럽에 존재했던 대규모 내륙 얕은 바다인 젝슈타인 해 가장자리에 형성된 일련의 바위인 젝슈타인의 일부를 구성하는 해양부대다. 퇴적 당시 환경은 반건조적이었던 것으로 평가된다. 젝슈타인의 육지식물은 양치식물들이 지배하고 있는데 종자 양치류도 흔하고, 태엽류, 은행류, 태엽식물도 드물다. 쿠페르시페르와 저제크슈타인에서 발견된 다른 육상 척추동물로는 동료 바이겔티사우루스, 초기 대퇴동형 프로토로모사우루스, 파리아사우루스, 파라사우루스, 시노돈트, 프로시노수스쿠스, 그리고 미확정 자포히니이드, 다이시노돈트, 이소토피드 템노폰다리가 있다. 글로우룽 슈나이더리는 2002년에 화석 수집가 토마스 슈나이더가 발견한 슬래브와 카운터랩에서 알려졌다. 그것은 독일 맨스펠드 근처의 후기 퍼미안 쿠퍼슈퍼서 퇴적물에서 발견되었다. 원래 표본은 슈나이더의 개인 소장품 속에 남아 있지만 유럽 박물관에는 MBR 3610(베를린의 나투르쿤데 박물관에 소장과 PIN 5392/1(모스크바 고생물학 연구소에 소장됐다,) 등 여러 개의 깁스가 있다. 표본은 납작한 두개골과 가슴 거들, 앞다리, 척추, 글라이딩 구조물("애국적인 돌기"라고 한다.)의 재료로 구성된다. 본래는 스차우므베라그, 언윈, & 브라느던트(2007)에 의해 코엘우로사우루스과로 언급되었지만 이후 부란오브 & 센니코프(2015)에 의해 독자적인 속과 종을 부여받았다. 이 속은 J.R.R 톨킨의 중간 지구 프랜차이즈에 있는 모든 용들의 가상의 조상인 글라우룽의 이름을 따서 붙여졌다. 그 구체적인 이름은 토마스 슈나이더를 기린다. 먹이로는 당대에 서식했던 곤충, 절지동물과 식물성의 먹이를 모두 섭취했을 잡식성의 도마뱀으로 추정되는 종이다.

## 생존시기와 서식지와 화석의 발견
글라우룽이 생존했던 시기는 고생대의 페름기로서 지금으로부터 2억 9000만년전~2억 4500만년전에 생존했었던 종이다. 생존했었던 시기에는 유럽을 중심으로 하여 당시에 존재했던 초원과 밀림 등에서 주로 서식했었던 도마뱀이다. 화석의 발견은 2002년에 유럽의 페름기에 형성된 지층에서 고생물학자들에 의하여 처음으로 발견되었으며 2015년에 정식으로 새롭게 명명된 종이다.

## 같이 보기
- 파충류
- 고생대
- 페름기
- 도마뱀
- 화석